# Xiphopterella hieronymusii
Xiphopterella hieronymusii är en stensöteväxtart som först beskrevs av Carl Frederik Albert Christensen, och fick sitt nu gällande namn av Barbara S. Parris. Xiphopterella hieronymusii ingår i släktet Xiphopterella och familjen Polypodiaceae. Inga underarter finns listade.